# Habsburg–Lotaringiai Zsófia főhercegnő
Habsburg–Lotaringiai Zsófia Friderika Dorottya Anasztázia Amália Erzsébet Franciska Stefánia Karolina Mária Jozefa főhercegnő (Erzherzogin Sophie Friederike Dorothea Maria Josepha von Österreich; Bécs, 1855. március 5. – Buda, 1857. május 29.) császári-királyi osztrák főhercegnő, Ferenc József és Erzsébet elsőszülött leánya. Kétéves korában halt meg tífuszban.

## Élete
Nevét apai nagyanyja, Zsófia Friderika főhercegné, bajor királyi hercegnő után kapta. Ő volt egyben a gyermek keresztanyja is. A kislányt szüleitől elválasztva nevelték fel apai nagyszülei. Édesapja Ferenc József (1830–1916) császár és király, az osztrák–magyar monarchia uralkodója, édesanyja Wittelsbach Erzsébet magyar királyné (1837-1898) volt. Erzsébet királyné folyamatos konfliktusokba került anyósával és férjével a gyermek (majd gyermekek) elhelyezések miatt, ugyanis Ferenc József csak ritkán szállt szembe anyjával, és Erzsébet azt szerette volna, hogy a gyermeket ő maga nevelhesse.
Testvérei, akik közül ketten már Zsófia halála után születtek:
- Gizella főhercegnő (1856. július 17. – 1932. július 29.)
- Rudolf főherceg, trónörökös (1858. augusztus 21. – 1889. január 30.)
- Mária Valéria főhercegnő (1868. április 6. – 1924. szeptember 22.)

A törékeny testalkatú gyermek már 1856 augusztusában betegeskedni kezdett, de hamarosan felépült. 1857 májusában az uralkodópár Magyarországra utazott. Erzsébet királyné ragaszkodott ahhoz, hogy magukkal hozhassák gyermekeiket: Zsófiát és húgát, Gizellát. A kisgyermekek lázas hasmenésben megbetegedtek, előbb Gizella, majd Zsófia is. Gizella néhány nap alatt meggyógyult, de a kétéves Zsófia állapota rosszabbodott; Erzsébet királyné folyamatosan a gyermekei mellett volt, így 10 nappal el kellett halasztani a körutat, amelyet végül csak május 23-án kezdett meg a császári pár.
Május 28-án távirat várta a Debrecenbe érkező császári párt Seeburger udvari orvostól, aki értesítette őket a kislány súlyosbodó állapotáról. A szülők azonnal visszasiettek Budára, és még életben találták Zsófiát, de május 29-én este fél tízkor a gyermek meghalt. Később arra gyanakodtak, hogy korai halálát nem egyszerű hasmenés és láz, hanem tífusz okozhatta.
A tragédiát követő nap délelőtt 10 órakor a császári pár különvonaton Bécsbe utazott, míg Gizellát a 9 órai vonattal vitte haza saját kamarai kísérete; a kis Zsófia holttestét pedig a budai vár kápolnájában ravatalozták fel, ahonnan június 1-jén, zárt koporsóban különvonaton szállították Bécsbe. Erzsébet királynénak nagyon jól esett az a részvét, amit a magyarok feléje tanúsítottak, és ez még közelebb hozta őt hozzájuk.
A fiatal Erzsébet királynét nagyon súlyos depresszióba taszította első gyermekének halála, amelynek emléke élete végéig nyomasztotta. Ebben a mélyen depressziós lelkiállapotban hordta ki és szülte meg 1858. augusztus 21-én következő gyermekét, Rudolf trónörököst, ami – mai ismereteink szerint – kedvezőtlen hatással lehetett a magzat fejlődésére. A Zsófia halála miatt érzett bűntudatnak szerepe lehetett abban, hogy Erzsébet a továbbiakban lemondott Gizella és Rudolf neveléséről anyósa, Zsófia főhercegné javára; a tíz évvel később született Mária Valéria volt az első, akit igazán ő maga nevelt fel.